# 재봉건화
정치 이론에서 재봉건화(refeudalization)는 봉건제를 정의했던 정치적 메커니즘과 관계를 회복하는 과정이다. "봉건제"라는 용어가 다소 모호하기 때문에 "재봉건화" 또한 모호하다.
현대에 "재봉건화"라는 용어는 조직된 집단에 특권을 부여하는 정책을 지칭하는 데 사용된다.

## 같이 보기
- 농노제
- 농노제의 역사
- 봉건제
- 신봉건주의